# 54 Sagittarii
54 Sagittarii (e¹ Sagittarii) é uma estrela na direção da Sagittarius. Possui uma ascensão reta de 19h 40m 43.34s e uma declinação de −16° 17′ 35.3″. Sua magnitude aparente é igual a 5.30. Considerando sua distância de 245 anos-luz em relação à Terra, sua magnitude absoluta é igual a 0.92. Pertence à classe espectral K1III.